# Dendromus
Dendromus és un gènere de rosegadors de la família dels nesòmids. Es tracta del grup més nombrós i conegut de la subfamília dels dendromurins. La majoria d'espècies es caracteritzen per tenir una llarga ratlla negra a l'esquena, excepte D. lovati, que en té tres. El pelatge dorsal és gris o marró, mentre que el ventral és blanc o groguenc. Tenen una llargada de cap a gropa de 5-10 cm i una cua de 7-13 cm. El seu nom genèric vol dir ‘ratolí d'arbre’. Es tracta d'un grup endèmic de l'Àfrica subsahariana.